# Apanteles epaphus
Apanteles epaphus är en stekelart som först beskrevs av Nixon 1965.  Apanteles epaphus ingår i släktet Apanteles och familjen bracksteklar. Inga underarter finns listade i Catalogue of Life.